# Carrie Ann Inaba
Carrie Ann Inaba (Honolulu, 5 januari 1968) is een Amerikaanse televisiepersoonlijkheid, choreografe, danseres, actrice en zangeres. Ze is vooral bekend als jurylid van het dansprogramma Dancing with the Stars op ABC.

## Biografie
Inaba werd geboren op 5 januari 1968 in Honolulu (Hawaï). Ze is van Japans/Chinese/Ierse afkomst. Van 1986 tot 1988 woonde ze in Tokio waar ze werkte als zangeres. Ze bracht er drie singles uit: "Party Girl", "Be Your Girl" en "Yume no Senaka".
Nadat ze teruggekeerd was naar de Verenigde Staten liet ze zich van 1990 tot 1992 opmerken als danseres in het sketchprogramma In Living Color. Ze was ook prominent te zien als danseres op Madonna's wereldtournee uit 1993, The Girlie Show. Daarna volgden optredens in diverse films en televisieseries.
Naast zingen en dansen verzorgde Inaba ook de choreografie voor verschillende televisieprogramma's, waaronder American Idol en het eerste seizoen van So You Think You Can Dance. Ze choreografeerde ook jarenlang de Miss America-verkiezing.
Sinds 2005 is ze jurylid van het dansprogramma Dancing with the Stars.
Van 2006 tot 2008 had Inaba een relatie met danser Artem Chigvintsev. Ze kenden elkaar van op de set van So You Think You Can Dance. Van 2009 tot 2012 was ze samen met Jesse Sloan, die ze online had leren kennen. Van 2016 tot 2017 had ze een relatie met acteur Robb Derringer.